# Муромцево (Волоколамський район)
Муромцево  (рос. Муромцево) - присілок у Волоколамському районі Московської області Російської Федерації.
Село Муромцево входить до складу Міського поселення Волоколамськ. Станом на 2010 рік його населення становило 18 чоловік.

## Розташування
Село розташовано на північний схід від Волоколамська, поруч із Новоризьким шосе. Найближчі населені пункти Велике Нікольське, Жданово. Ченці (Волоколамський район).

## Населення
| 1852 | 1859 | 1926 | 2002 | 2006 | 2010 |
| ---- | ---- | ---- | ---- | ---- | ---- |
| 267  | ↗300 | ↗397 | ↘33  | ↘18  | ↗60  |